# 2025 en aéronautique
Chronologie de l'aéronautique
- 2021
- 2022
- 2023
- 2024
- 2025
- 2026
- 2027
- 2028
- 2029

Cet article présente les faits marquants de l'année 2025 en aéronautique.

## Événements

### Janvier
- 1er janvier : la compagnie aérienne cambodgienne Cambodia Angkor Air est renommée Air Cambodia.
- 15 janvier : l'État italien autorise l'entrée du groupe allemand Lufthansa à 100 % du capital d'ITA Airways[1].
- 24 janvier : premier vol de l’avion de surveillance maritime français Falcon Albatros[2].
- 28 janvier : l'avion expérimental Boom XB-1 réalise lors de son douzième vol d'essai son premier vol supersonique. Après une montée à 35 290 ft soit 10 756 m, il atteint Mach 1,122 devenant le premier avion civil américain à franchir le mur du son et le premier au monde depuis l’arrêt en 2003 du Concorde[3],[4],[5].
- 29 janvier : 
  - un avion de ligne Bombardier CRJ700, du vol American Airlines 5342 s'est écrasé dans le fleuve Potomac en percutant un hélicoptère UH-60 de l'aviation légère de l'armée de terre américaine peu avant son atterrissage à l'aéroport de Washington Reagan faisant 67 victimes[6] ;
  - un avion de transport régional Beechcraft 1900D affrété par la Greater Pioneer Oil Company (consortium entre la China National Petroleum Corporation et la Nile Petroleum Corporation) s'écrase à Unity oilfield (en) dans l'état Unité au Soudan du Sud, peu après le décollage, tuant 20 des 21 occupants à bord[7].
- 31 janvier : premier vol du drone cargo hybride-électrique ADAV Pipistrel Nuuva V300 (en) en Slovénie[8].

### Février
- 1er février : 16 F/A-18 Super-Hornet d'un raid de 27 avions de ce type du Carrier Air Wing One embarqués sur le USS Harry S. Truman (CVN-75) larguant 56 tonnes de bombes JDAM en deux minutes sur des grottes à environ 80 km au sud de la ville de Bosaso en Somalie tuent, selon une estimation, 14 membres de l'État islamique en Somalie. Il s'agit du plus important bombardement en tonnage de munitions larguées mené depuis un porte-avions à cette date[9].
- 3 février : ENGINeUS du motoriste français Safran devient le premier moteur d'avion électrique certifié au monde[10].
- 5 février : Flexjet commande auprès d'Embraer 182 jets d'affaires fermes et prend 30 options sur d'autres avions. La commande porte sur un mix de Phenom 300E, Praetor 600 et Praetor 500. Valeur globale du contrat : 7 milliards de dollars américains, prix catalogue, c'est le plus important remporté par l'avionneur brésilien[11].
- 10 février : le démonstrateur Boom XB-1 effectué son treizième et dernier vol d'essai et conclut son programme[12].
- 12 février : 
  - retrait du service dans l'US Navy de l'avion de reconnaissance électronique Lockheed EP-3.
  - le dernier avion d'affaires Gulfstream G650, entrée en service en décembre 2012, sort de sa ligne d'assemblage finale[13].
- 25 février : au Soudan, un avion de transport Antonov An-26 de l'armée de l'air soudanaise décollant de la base aérienne de Wadi Sayyidna s'écrase dans un quartier habité à Omdourman près de Khartoum, faisant 46 morts[14]; les 17 militaires dont plusieurs de haut rang à bord ont péri ainsi que 26 civils au sol[15].

### Mars
- 6 mars : l'Argentine finalise l'achat pour la Force aérienne argentine de 24 avions de combat F-16 retirés du service par le Danemark pour 266 millions de dollars[16].
- 14 mars : retrait du service de l'avion de transport militaire Kawasaki C-1 par la Force aérienne d'autodéfense japonaise, seul opérateur de cet avion[17].
- 17 mars : un avion British Aerospace Jetstream 32 de Aerolínea Lanhsa (en) transportant dix-huit personnes fait une sortie de piste au décollage de l'aéroport de Roatán au Honduras  avant de s’abîmer en mer des Caraïbes[18]. Treize personnes sont mortes dont le musicien Aurelio Martínez[19].
- 21 mars : le président des États-Unis Donald Trump dévoile le nom du Boeing F-47 qui remporte le programme Next Generation Air Dominance[20],[21].
- 27 mars : le premier vol d'un hélicoptère à hydrogène a lieu depuis l'aéroport Roland-Désourdy à Bromont, au Québec. L’appareil utilisé, un Robinson R44 modifié par Unither Bioelectronics, filiale de United Therapeutics (en), aura volé trois minutes et seize secondes[22].

### Avril
- 1er avril :  Le 1er avril 2025, à Fort Worth, Texas, les 51e et 52e derniers chasseurs F-35A commandés par la Norvège sont remis à la Force aérienne royale norvégienne faisant d'elle la première à percevoir l'ensemble de sa commande[23].
- 10 avril : un hélicoptère Bell 206 s'abime dans le fleuve Hudson près du Pier 40 (en) entre Hoboken (New Jersey) et New York après la perte de son rotor principal. Le pilote et une famille de cinq touristes espagnols sont morts[24].
- 15 avril : suite aux droits de douane imposés par le président des États-Unis Donald Trump, le gouvernement chinois interrompt la livraison d’avions commandés à Boeing et demande aux compagnies aériennes chinoises de ne plus se fournir avec l’entreprise américaine.
- 28 avril : l'Inde commande 28 Dassault Rafale (24 Rafale M et 4 B) pour la marine indienne[25].

### Mai
- 2 mai : des drones de surface navale MAGURA V7 abattent un ou deux Soukhoï Su-30 de l'Aviation navale russe au large du port russe de Novorossiysk avec des missiles AIM-9 Sidewinder. C'est la première fois qu'un drone naval attaque avec succès un avion à réaction[26].
- 4 mai : un missile balistique lancé par les Houthis frappe un terrain vague dans l'enceinte de l'aéroport international de Tel Aviv-David Ben Gourion, faisant 6 blessés légers, des dégâts très mineurs et causant un cratère d'impact large de plusieurs dizaines de mètres. De nombreuses compagnies aériennes occidentales annoncent suspendre leurs vols vers Tel-Aviv après ce bombardement[27].
- 5 mai : l'aéroport de Port-Soudan est bombardé par des drones des forces de soutien rapide. Au moins un hangar et un Iliouchine Il-76 sont détruits[28], un Boeing 737 est sérieusement endommagé[29].
- 6 mai : en représailles du tir du 4 mai, un bombardement massif de l'aviation israélienne met hors service l'aéroport international de Sanaa[30]. Celui-ci fait selon son directeur, 500 millions de dollars de dégâts. Trois personnes sont tuées[31]. Trois des sept avions de ligne appartenant à la compagnie nationale Yemenia saisis par les Houtis en 2024[32], deux Airbus A320 et un Airbus A330, un Iliouchine Il-76 anciennement de la force aérienne yéménite et un Bombardier CRJ200 de Felix Airways (en) sont détruits[33]. Il reprend ses activités le 17 mai[34].
- 7 mai : la première perte au combat d'un Dassault Rafale, de la force aérienne indienne, est annoncé lors frappes indo-pakistanaises de 2025.
- 16 mai : premier vol de l'avion d'affaires Bombardier Global 8000 au centre d’assemblage d’avions Bombardier de Mississauga, en Ontario[35].
- 28 mai : le dernier des quatre avions de ligne de Yemenia saisis par les Houtis, un Airbus A320, est détruit lors d'un bombardement aérien israélien sur l'aéroport international de Sanaa. Il n'y a pas de pertes humaines[36].

### Juin
- 1er juin : lors de l'opération Toile d'araignée, le Service de sécurité d'Ukraine attaque avec des drones FVP cinq bases aériennes à travers le territoire russe. Un minimum de 7 bombardiers Tu-95, 4 bombardiers Tu-22M et un avion de transport An-12 sont détruits. D'autres avions sont touchés[37]
- 4 juin : la Force aérienne royale thaïlandaise annonce la sélection du Saab Gripen E/F pour le renouvellement d'une partie de son parc d'avions de combat. Des négociations s'ouvrent pour 12 appareils[38].
- 7 juin : première perte en combat aérien d'un Soukhoï Su-35 de l'armée de l’air russe et première victoire d'un F-16 de la force aérienne ukrainienne contre un engin piloté lorsqu'il abat ce premier avec un AIM-120 AMRAAM à 6 km au sud-ouest de Korenevo et à 16 kilomètres de la frontière russo-ukrainienne. Le pilote s'est éjecté[39].
- 12 juin : en Inde, le Vol Air India 171 à destination de Londres s'écrase avec 242 personnes à bord[40] sur des habitations. 279 personne sont mortes.
- 15 juin : dernière représentation puis retrait du service du CASA C-101 Aviojet de la Patrulla Águila, dernière formation à employer cet avion[41]
- 30 juin : dissolution de l'Escadron de ravitaillement en vol 4/31 Sologne, le dernier opérateur d'avions-ravitailleurs Boeing KC-135 Stratotanker français en service depuis 1964. Un de ces derniers effectue un ultime défilé le 14 juillet 2025.

### Juillet
- 2 juillet : cérémonie d'inauguration de la réouverture de la base aérienne 101 Toulouse qui deviendra le QG du commandement de l'espace français[42].
- 4 juillet : cérémonie de retrait du Northrop F-5 Freedom Fighter de la Force aérienne de la république de Chine[43].
- 17 juillet : premier vol de l’avion de guerre électronique français Dassault Archange depuis l'aéroport de Bordeaux-Mérignac [44],[45].
- 21 juillet : au moins 31 personnes sont tuées, dont le pilote, et 171 autres sont blessées, après qu'un avion d'entraînement F-7BGI de l'armée de l'air du Bangladesh s'est écrasé sur un campus universitaire et scolaire à Dacca, au Bangladesh[46].
- 24 juillet : 
  - premier vol de l'hélicoptère Airbus Helicopters H160M Guépard depuis Marignane[47] ;
  - le vol 2311 Angara Airlines, un avion de transport Antonov An-24, s'écrase alors qu'il approchait de Tynda, une ville de l'oblast de l'Amour en Russie. Les 49 personnes à bord sont mortes[48].
- 30 juillet :  un avion de transport léger Cessna C-208B de l'Aviation nationale du Venezuela transportant des amérindiens Yanomami s'écrase à 14 km de l’aéroport de Puerto Ayacucho dans l'État d'Amazonas (Venezuela). Sept des dix personnes à bord sont mortes[49].

### Août
- 6 août : un hélicoptère Harbin Z-9 de la Force aérienne du Ghana s'écrase dans la région Ashanti. Les huit occupants dont le ministre ghanéen de la Défense (en), Edward Omane Boamah, et le ministre de l'Environnement (en), Ibrahim Murtala Muhammed du Ghana sont morts[50].
- 12 août : l’avion solaire SolarStratos piloté par Raphaël Domjan revendique avoir atteint 9 521 mètres d’altitude, battant le record record absolu d'altitude en avion électrique et solaire du Solar Impulsec[51].

### Septembre
- x

### Octobre
- x

### Novembre
- x

### Décembre
- x